# John Lindgren
John Lindgren   (Lycksele, 8 de novembre de 1899 - Lycksele, 30 de gener de 1990) fou un esquiador de fons suec que va competir durant les dècades de 1920 i 1930. Era germà del també esquiador Ivan Lindgren.
El 1932 va prendre part en els Jocs Olímpics d'Hivern de Lake Placid, on fou vuitè en la cursa dels 50 quilòmetres del programa d'esquí de fons.
Els seus millors èxits esportius els aconseguí al Campionat del Món d'esquí nòrdic, on guanyà dues medalles d'or en l'edició de 1927, i al campionat de Suècia, on aconseguí quatre victòries. També guanyà una edició de la Vasaloppet.